# Järnvägsolyckan i Zagreb 1974
Järnvägsolyckan i Zagreb 1974 (kroatiska: Željeznička nesreća u Zagrebu 1974.) inträffade klockan 22:40 den 30 augusti 1974 när ett persontåg spårade ut vid centralstationen i Zagreb i dåvarande Jugoslavien (nuvarande Kroatien). Med 167 döda hör den till en av de värsta järnvägsolyckorna i Europa, den värsta tågolyckan någonsin i dåvarande Jugoslavien och den värsta i Kroatiens järnvägshistoria. Den orsakades av urspårning till följd av för hög hastighet då tåget anlöpte Zagrebs centralstation. Med anledning av olyckan utlyste det dåvarande Jugoslaviens statschef Josip Broz Tito en dags landssorg.

## Händelseförlopp
Olyckan inträffade sedan ett snälltåg (tågnummer 10410) med lok, nio vagnar och drygt 400 passagerare på rutten Aten–Belgrad–Zagreb–Dortmund spårade ut vid den östra infarten till Zagrebs centralstation. Då tåget anlöpte centralstationen var hastigheten 104 km/t istället för tillåtna 50 km/t vilket ledde till att tågets samtliga nio vagnar spårade ut och välte samtidigt som loket fortsatte in mot stationen. Olyckan krävde 167 människoliv samt ett oklart antal dödsoffer som inte kunde identifierades. Uppemot 90 personer skadades. En del av de omkomna avled från elektriska stötar från nedfallna kontaktledningar. Oidentifierade dödsoffer begravdes senare i en massgrav på Mirogojkyrkogården.

## Dödsoffer
Det exakta antalet dödsoffer och skadade varierar mellan olika källor vilket delvis kan förklaras med att identifieringsarbetet var krävande med tanke på de svårt sargade kropparna. I det Kroatiska järnvägsmuseets utställning finns tågsättets lok och flera föremål relaterade till olyckan. Museet uppger antalet identifierade dödsoffer till 167 personer varav en stor del var återvändande arbetskraftsinvandrare som tillbringat semestern i sina forna hemländer.

## Orsaker och följder
Den efterföljande utredningen uteslöt tekniska fel. Den överlevande lokförararen Nikola Knežević och hans biträde Stjepan Varga anklagades för att ha orsakat olyckan genom att ha hållit en otillåten hög hastighet då tåget närmade sig Zagrebs centralstation. Under rättegången framkom att de åtalade månaden innan olyckan hade arbetat 300 timmar och att de precis innan olyckan hade arbetat 51 timmar i följd utan avbrott. Utredarna var inte ense om olyckans direkta orsak men lokföraren och hans biträde kan ha somnat till följd av utmattning då de närmade sig centralstationen. Det dåvarande jugoslaviska järnvägsnätets låga standard medförde att tåget var försenat och det uteslöts inte att lokföraren genom att hålla en högre hastighet ville kompensera förseningen. Rätten fann de åtalade skyldiga till olyckan. Lokföraren Nikola Knežević dömdes till 15 års fängelse och lokbiträdet Stjepan Varga till 8 års fängelse.

### Fotnoter
1. 1 2 3 4  Kroatiska radiotelevisionen (kroatiska)
2. 1 2  Kroatiska järnvägar Arkiverad 3 april 2015 hämtat från the Wayback Machine. (kroatiska)
3. ↑  History.com Arkiverad 1 april 2015 hämtat från the Wayback Machine. (engelska)
4. ↑  Jutarnji list Arkiverad 3 april 2015 hämtat från the Wayback Machine. (kroatiska)